# Franz Marziani von Sacile
Franz Marziani von Sacile (12. dubna 1763 Vídeň – 8. září 1840 Linec) byl rakouský generál. Od mládí sloužil v císařské armádě, jako vyšší důstojník se vyznamenal v napoleonských válkách (válka 1809). V roce 1812 dosáhl hodnosti polního podmaršála a byl povýšen do šlechtického stavu. V závěru kariéry byl městským a pevnostním velitelem v Praze (1825–1835). V roce 1835 byl penzionován v titulární hodnosti polního zbrojmistra.

## Životopis
Pocházel z rodiny lombardského původu, ale narodil se ve Vídni. Od mládí sloužil v císařské armádě a během válek s revoluční Francií rychle postupoval v hodnostech. V roce 1796 byl kapitánem u generálního štábu a v roce 1797 byl povýšen na majora. Jako podplukovník (1799) byl zástupcem velitele 8. pěšího pluku. V roce 1800 byl povýšen na plukovníka a stal se velitelem 14. pěšího pluku v Linzi. Pro válečné tažení v roce 1805 obdržel dočasnou hodnost generálmajora, oficiálně ji získal až v roce 1807 a stal se velitelem brigády v Záhřebu. Zúčastnil se války páté koalice v roce 1809, kdy bojoval v Itálii a jako brigádní velitel v rámci 9. armádního sboru Ignáce Gyulaie se vyznamenal v bitvě u Sacile (15. dubna 1809) a poté zůstal nějakou dobu bez služebního zařazení.
V roce 1812 dosáhl hodnosti polního podmaršála a převzal velení divize v Banátu, téhož roku byl zároveň povýšen do šlechtického stavu s predikátem von Sacile odvozeným ze zásluh v severní Itálii v předcházející válce 1809. V závěru napoleonských válek bojoval jako divizní velitel v Itálii, kde pak setrval ještě několik let. V roce 1817 byl jako velitel divize přeložen do Lvova a téhož roku získal šlechtický titul rytíře, zároveň obdržel český inkolát. Později působil znovu jako divizní velitel v Záhřebu, nakonec byl deset let velitelem pevnosti v Praze (1825–1835). K datu 12. června 1835 byl penzionován v hodnosti polního zbrojmistra. Za zásluhy v Itálii byl nositelem sardinského Řádu sv. Mořice a Lazara. 
Se svou manželkou Karolínou Listovou (1783–1842) měl pět dětí. Ze synů byl nejstarší Moritz (1804–1832), který sloužil v armádě a zemřel předčasně jako nadporučík. Prostřední syn Georg (1805–1876) dosáhl v armádě hodnosti polního podmaršála. Nejmladší Franz (1807–1867) byl úředníkem ve finanční správě.